# 珠山街道 (景德镇市)
珠山街道，是中华人民共和国江西省景德镇市珠山区下辖的一个乡镇级行政单位。

## 行政区划
珠山街道下辖以下地区：
御窑社区、莲社路社区、瓷百社区、龙珠阁社区、建国社区和莲花塘社区。